# Franklin Drilon
Franklin M. Drilon (Iloilo City, 28 november 1945) is een Filipijns politicus. Drilon werd bij de verkiezingen van 2010 gekozen in de Senaat van de Filipijnen. In 2016 werd hij herkozen. Eerder was hij al senator van 1995 tot 2007. Gedurende deze jaren werd Drilon drie keer gekozen tot president van de Filipijnse Senaat. Voor zijn eerste periode in de Senaat vervulde hij diverse ministersposten in de kabinetten van Corazon Aquino en opvolger Fidel Ramos.

## Biografie
Franklin Drilon werd geboren in Molo, Iloilo City. Hij was de oudste zoon van Cesar Drilon sr. en Primitiva Magtunao. Drilon studeerde aan de University of the Philippines en behaalde in 1965 zijn Bachelor of Arts-diploma en in 1969 een bachelor-diploma rechten. Na het voltooien van zijn rechtenopleiding slaagde hij in hetzelfde jaar met de op twee na beste score voor het toelatingsexamen van de Filipijnse balie. Na zijn afstuderen trad hij in dienst van het advocatenkantoor Sycip, Salazar, Luna, Manolo & Feliciano. In 1974 maakte hij de overstap naar Angara, Concepcion, Regala en Cruz, waar hij opklom van partner in 1975 tot co-managing partner in 1984 naar managing partner in 1986.
Na de val van Ferdinand Marcos werd Drilon door opvolger Corazon Aquino in 1986 aangesteld als onderminister op het ministerie voor Arbeid en Werkgelegenheid totdat hij in juli 1987 werd benoemd tot minister van Arbeid. Deze functie bekleedde Drilon tot hij in januari 1990 werd benoemd tot minister van justitie. Van juni 1991 tot juni 1992 ten slotte was Drilon Aquino's Executive Secretary. Ook onder opvolger Fidel Ramos was hij kabinetslid en diende hij van 1992 tot 1995 als minister van justitie.
In 1995 werd Drilon gekozen in de Senaat van de Filipijnen. In 2000 was hij kort president van de Filipijnse Senaat (Speaker of the Senate). In 2001 werd hij herkozen als senator met een termijn eindigend in 2007. Hij werd bovendien opnieuw door zijn collega-senatoren gekozen tot president van de Senaat. Dit zou hij blijven tot het einde van zijn termijn in 2007. Bij de Verkiezingen van 2010 werd Drilon voor een derde termijn gekozen in de Senaat. Na de verkiezingen van 2013 had de regeringscoalitie van president Aquino voldoende steun in de Senaat om de president van de Senaat te kunnen bepalen. Drilon werd daarop voor de derde keer gekozen in deze functie gekozen. Bij de Verkiezingen van 2016 won Drilon een nieuwe zesjarige termijn in de Senaat. Hij eindigde bij deze verkiezingen op de eerste plaats.
Drilon was getrouwd met advocaat Violeta Calvo. Samen met haar kreeg hij een zoon en een dochter. Twee jaar na haar dood in september 1995 hertrouwde Drilon met Mila Serrano-Genuino.

## Bron
- Mahal Kong Pilipinas Foundation, Inc, Who's who in Philippine Government, Mahal Kong Pilipinas Foundation, Inc, Quezon City (1994)
- Biografie op de website van de Filipijnse Senaat, website Filipijnse Senaat

Termijn 1992 - 1998: Alvarez · Angara · Gonzales · Herrera · Maceda · Mercado · Ople ·Ramos-Shahani · Revilla · Romulo · Sotto III · Webb

Termijn 1995 - 2001: Coseteng · Defensor-Santiago · Drilon · Enrile · Fernan · Flavier · Honasan · Magsaysay · Osmeña III · Roco · Tatad
Termijn 1995 - 2001: Coseteng · Defensor-Santiago · Drilon · Enrile · Fernan · Flavier · Honasan · Magsaysay · Osmeña III · Roco · Tatad

Termijn 1998 - 2004: Aquino-Oreta · Barbers · Biazon · Cayetano · Guingona · Jaworski · Legarda · Ople · J.H. Osmeña · Pimentel · Revilla · Sotto III
Termijn 1998 - 2004: Aquino-Oreta · Barbers · Biazon · Cayetano · Jaworski · Honasan1 · Legarda · Ople · J.H. Osmeña · Pimentel · Revilla · Sotto III

Termijn 2001 - 2007: Angara · Arroyo · De Castro · Drilon · L. Estrada · Flavier · Lacson · Magsaysay · Osmeña III · Pangilinan · Recto · Villar

1: vanaf 2001 voor vacante zetel
Termijn 2001 - 2007: Angara · Arroyo · Drilon · L. Estrada · Flavier · Lacson · Magsaysay · Osmeña III · Pangilinan · Recto · Villar

Termijn 2004 - 2010: Biazon · Lapid · J. Estrada · Enrile · P. Cayetano · Santiago · Gordon · Lim · Madrigal · Pimentel · Revilla · Roxas
- Library of Congress Control Number: no2003097134
- Virtual International Authority File: 7087430